# Daniel Dias (cyclisme)
Pour le nageur brésilien, voir Daniel Dias. Pour les homonymes, voir Dias.
Vilar Dias est un nom portugais ; le premier nom de famille (d'usage facultatif) est Vilar et le second est Dias.
Daniel Filipe Vilar Dias, né le 29 juillet 2001 à Vila Nova de Gaia, est un coureur cycliste portugais. Il participe à des compétitions sur route et sur piste,.

## Biographie
Daniel Dias est le fils d'António Dias, un ancien cycliste professionnel portugais. Son oncle José Fernando Rocha et sa tante Isabel Morgada ont également pratiqué ce sport en compétition. 
En 2021, il devient champion du Portugal de la course à l'américaine, aux côtés de son compatriote Iúri Leitão. Il intègre ensuite l'équipe continentale Kelly-Simoldes-UDO en 2022. Bon rouleur, il termine deuxième du championnat du Portugal du contre-la-montre chez les espoirs (moins de 23 ans).

## Palmarès sur route

### Par année
- 2019
  - 2e du championnat du Portugal du contre-la-montre juniors
- 2020
  - 2e du championnat du Portugal du contre-la-montre espoirs
- 2021
  - 2e du Circuito Ribeiro da Silva
- 2022
  - 2e du championnat du Portugal du contre-la-montre espoirs

### Classements mondiaux
| Année                                 | 2020  | 2021 | 2022  | 2023 | 2024  |
| ------------------------------------- | ----- | ---- | ----- | ---- | ----- |
| Classement mondial                    | 1218e | nc   | 1749e | nc   | 2465e |
| UCI Europe Tour                       | 935e  | nc   | 1146e | nc   | nc    |
|                                       |       |      |       |      |       |
| Légende : nc = non classéSource : UCI |       |      |       |      |       |

## Palmarès sur piste

### Championnats nationaux
- 2018
  - 2e du championnat du Portugal de poursuite par équipes juniors
- 2021
  -  Champion du Portugal de l'américaine (avec Iúri Leitão)
- 2022
  - 3e du championnat du Portugal de l'américaine
- 2024
  - 3e du championnat du Portugal de course aux points